# 倖田李梨
倖田 李梨（こうだ りり／こうだ きり、1974年3月1日 - ）は、日本の女優。自らの職業について「隙間産業AV女優」や「隙間産業女優」と称している。
東京都出身。身長:162cm、スリーサイズ：B83（D-65）・W60・H88。
趣味・特技：ダンス、テニス、スノーボード。
誕生日を1974年3月10日、1975年1月1日、1978年3月10日とするプロフィールもある。

## 来歴・人物
埼玉第一高等学校（現：開智高等学校）、埼玉短期大学卒業。
1999年に「左海 未来」（さかい みき／さかい みらい）としてAVデビュー。OLと兼業する形で活動していた。2001年に「岩下 美季（いわした みき）」名義で再デビュー（ここをデビューとする資料もある）。2005年に「倖田 李梨」へ改名。同年には、『さびしい人妻 夜鳴く肉体』（監督：竹洞哲也・脚本：小松公典）でピンク映画デビュー。ピンキーリボン賞2007・殊勲女優賞、同2008・最優秀助演女優賞、同2009・殊勲女優賞、同2010・最優秀助演女優賞を受賞。
2010年2月には、同業者である友田真希・翔田千里との3人でグループ「Female-ing」を結成し、性に関するトークイベント活動も行っていた。
SODクリエイトの『SOD女子社員シリーズ』では、女子社員「佐川未樹（河野未樹）」として出演。ROCKETレーベルの企画ものシリーズでは、司会者役（倖田李梨）として出演。アクションや芝居が多く要求されるGIGAからのオファーも多く、ヒロイン役、悪役、被虐的な悪役、着衣の地味な脇役など様々な役どころで多数出演している。
裏ビデオの出演経験もある（#無修正作品参照）。
2012年、雑誌『Madonna HOUSE』7月号（通算300号）掲載のグラビアでAV女優としての卒業を発表。AV女優という肩書を捨て、女優として活動していくことを明らかにしている。
女優のほか、ダンサーとしても活動。六本木コアで行われていたイベント「Nudist Beach」のレギュラー出演のほか、2006年には餓鬼レンジャーによる初監督AV『極エロダンス×騎乗位ファック』（SODクリエイト）で共演した福永あや（AYA）と変態テイメントユニット「PaN☆FёЯA（PaN☆FeRA、パンフェラ）」を組んで活動（2012年5月活動休止）。ユニット活動以外でも、雑誌付録DVDの読者参加企画による映像でダンスを披露した事がある。
上記以外に、倖田美梨（こうだ みり）「倖田梨李」（こうだ りり）「幸田李梨」「倖田梨利」「リリー」という活動名義もある。

## 出演作品

### アダルトビデオ

#### 岩下美季 名義
2001年
- 愛しのウェイトレス（12月25日、マックス・エー）オムニバス作品

2002年
- LOVE MISSION [ラブ♥ミッション] Vol.3（1月15日、MOODYZ）
- 痴憾　（2月23日、桃太郎映像出版）
- 手でヌイてあげる。21（3月20日、U&K）
- Y 〜猥・わたしの悪い癖〜（4月19日、ホットエンターテイメント）
- 白人マッチョと×××（5月10日、アイデアポケット）※「岩下美希」名義
- Pheromone 2 Tokyoシングルガール（5月18日、LEO）
- 変態病棟24時（5月24日、VIP）※「岩下美希」名義
- ROOM 裸の18歳（6月14日、LEO）
- ROUTE69 フルバックス（7月25日、SUPER GOLD G）
- OLが危ない セクハラボインいじめ（7月27日、LEO）
- 癒しGirl（9月22日、SEX DOLL） ※「岩下美希」名義
- ストーカーレイプ（10月22日、エクストリーム）
- 院内大感染 クレゾールが漂う猥褻病院 完全版（10月23日、ケイ・エム・プロデュース）
- Real Document [リアルドキュメント・淫女]（10月23日、HRC）
- 地方熟妻名産 火の国編（11月15日、ネクストイレブン）

2003年
- ザ・セックスルーム 鍵ねじ込んで（1月17日、LEO）
- ビデオエロ本 清く/貧しく/艶っぽく（1月25日、FAプロ）
- 完熟 ミセスバーチャオナ 68 岩下美季 (1月25日、アルファーインターナショナル)
- 姉さんガマンできない <THE LIVE 7>（5月21日、シャイ企画）オムニバス作品　※「岩下みき」名義
- 心に残るアダルトビデオ 女体（6月25日、FAプロ）
- レズビアンストーリー06 熱意（8月8日、アウダースジャパン）
- 岩下美季と全裸ドライヴ（8月10日、ワンズファクトリー）
- 世間によくある話し SEX 婦人科診察無料/万引き見逃し/家賃未払い帳消し（11月25日、FAプロ）
- エッチなお姉さんに誘われて 12（12月20日、シー・ツー・コーポレーション）

2004年
- DOSUKEBE Style 2（1月17日、シー・ツー・コーポレーション）
- ヘンリー塚本の世界 リアルエロ本集（1月25日、FAプロ）
- 院内性乱脈 性欲望内科（5月25日、FAプロ）
- 失禁恥女 3（7月15日、プールクラブ・エンタテインメント）
- ナイスボディお姉さん4時間SPECIAL6（7月30日、クリスタル映像）

2005年
- おふくろの味 ママとの美味しい想いで（10月15日、アレックス）

2007年
- 世間によくある話し SEX タクシー代金チャラ/引っ越し代金チャラ/借金返済帳消し（7月4日、FAプロ）

#### 佐川未樹（河野未樹） 名義
2004年
- 第1回 SOD社内スペシャル野球拳（11月4日、SODクリエイト）

2005年
- 第2回 SOD社内スペシャル野球拳（4月7日、SODクリエイト）
- ミス ソフト・オン・デマンド 社内美人コンテスト（6月16日、SODクリエイト）
- SOD社内公開羞恥制裁!!（7月21日、SODクリエイト）
- SOD女子社員 初めてのドキドキ逆ナンパ♥（12月4日、SODクリエイト）
- SOD女子社員オールスター大集合!! 大忘年会（12月21日、SODクリエイト）

2006年
- SOD大忘年会 秘密の2次会 超過激!泥酔SP王様ゲーム（1月19日、SODクリエイト）
- SOD女子社員 社内歓送迎会 今夜は無礼講!（2月16日、SODクリエイト）
- 本邦初公開! 2006年度新入社員 ソフト・オン・デマンド入社式（4月6日、SODクリエイト）
- アダルトビデオショップ女性店員 売上アップのために赤面ミニスカご奉仕キャンペーン!!（4月20日、SODクリエイト）
- 女子社員ドッキリ（秘）報告 2（5月4日、SODクリエイト）
- おめでとう 総務部・河野未樹 電撃入籍記念 本邦初公開! ソフト・オン・デマンド結婚式（6月8日、SODクリエイト）
- アダルトビデオショップ女性店員の赤面CM初制作の一部始終!!（6月22日、SODクリエイト）
- 女子社員過激接待 ハレンチビアガーデン（9月7日、SODクリエイト）
- SOD女子社員 社内（恥）スペシャル エステティックサロン（11月4日、SODクリエイト）
- 2006年度 朝まで（生）大乱交SP忘年会（12月7日、SODクリエイト）
- 第7回 24時間無制限セクハラ 王様ゲーム+大乱交（付!）（12月7日、SODクリエイト）
- ユーザーから課せられたご奉仕激恥ミッションで朝までハメられちゃったSOD女子社員（12月21日、SODクリエイト）

2007年
- 2007年度 ソフト・オン・デマンド新入社員研修（2月8日、SODクリエイト）
- 2007年度 新入社員ソフト・オン・デマンド入社式 一転 新入社員大歓迎会!!（3月8日、SODクリエイト）
- 社内美人コンテスト 4 in 湘南ビーチリゾート（9月6日、SODクリエイト）
- 開店!! AV会社とそこで働く女子社員が主導する性的特殊浴場「Acume」+ 初めての媚薬アクメ×4（11月8日、SODクリエイト）
- SOD女子社員が人気企画に挑戦! 2007年 AVヒットパレード 撮りおろし年末大納会（12月6日、SODクリエイト）

2008年
- これがAV会社の洗礼! SOD全裸入社式 + 初めての全裸業務（3月6日、SODクリエイト）
- '08 春のSOD女子社員（恥）赤面祭り 桜満開☆花びらも満開!? 超過激祭りSP　（4月4日、SODクリエイト）
- お座敷大乱交社員旅行 with 御得意様（7月4日、SODクリエイト）
- SOD女子社員 VS 超人気&新人AVアイドル ドキッ!イイ女 丸ごと下着 水泳大会（8月7日、SODクリエイト）
- 極上女子社員限定 DVDショップに出張 いきなり野球拳（8月21日、SODクリエイト）

#### 倖田美梨 名義
- 人妻アタック!! 春のママさんバレー（2005年3月15日、マドンナ）

#### 倖田李梨 名義
2005年
- イイ女狩り 6（3月18日、ケイ・エム・プロデュース）
- レズスポーツ3 涼華学園 女子剣道部　（4月21日、ディープス）
- もしもこんな痴女がいたら…。5（4月22日、ケイ・エム・プロデュース）
- 双子姉妹 〜百合とスミレ〜（5月20日、桃太郎映像出版）
- 癒しの妻 4（7月1日、桃太郎映像出版）
- 手コキクリニック 6（8月18日、SODクリエイト）
- チンポなぶりの虜になった私 7 〜女教師編〜（9月8日、SODクリエイト）
- コスプレ熟女（9月16日、アリスJAPAN）
- 若妻BL@CK MAIL 乱痴気素人 真昼の合コン酒池肉林（10月21日、グラスワン）
- 美人教師狩り 4（10月21日、クリスタル映像）
- 美尻人妻 奈良大和不倫旅行（11月5日、ルビー）
- 燃えよ剣 美熟女剣道姉妹の本番腰ひねり（11月25日、ルビー）
- 美尻顔騎（12月13日、実録出版）

2006年
- 僕のおばさん（1月25日、マドンナ）
- 本気で怖くて超スケベなお化け屋敷（2月4日、SODクリエイト）
- 人妻解放区 美尻妻複数遊戯大興奮 #034 倖田李梨31才（2月16日、GUTS）
- 人妻喰いこみフィットネス（2月25日、マドンナ）
- 禁断の関係 2 妹（3月16日、SODクリエイト）
- 友達の母 41（3月25日、マドンナ）
- 生尺濃厚派遣妻 3（4月25日、マドンナ）
- 巨乳・美乳 華の独身三十路（4月25日、現映社）
- 第1回 お色気ムンムン ソフト・オン・デマンド専属MC（司会者）発掘オーディション!!（5月18日、SODクリエイト）
- ヤラせてよ、倖田李梨 人妻女優と連泊ハメ撮り（5月25日、しのだプロジェクト）
- 極選マダムズ 4時間 2（5月26日、ケイ・エム・プロデュース）
- 魅惑のランジェリーパブ 2 2度目の御来店ありがとうございます（6月8日、V&Rプロダクツ）
- 屋形船だよ! ピンクコンパニオン（6月8日、V&Rプロダクツ）
- 私は痴女 人妻編 3時間DX 3（6月23日、クリスタル映像）
- 不倫妻 2（6月25日、マドンナ）
- レズ奴隷 7 狙われた新任教師（7月20日、ディープス）
- 淑女・超舐め（7月12日、無敵屋）
- 熟女の口はもっと嘘をつく。雌女 anthology #011（7月20日、アウダースジャパン）
- 第2回 D-1クライマックス 公開オーディション（7月25日、ドグマ）他多数
- SOD的性教育番組（8月17日、SODクリエイト）
- 熟女ヨガ教室で癒されてみませんか?（8月20日、ネクストイレブン）
- 中出しされた美人秘書（8月25日、マドンナ）
- 三十路妻 中出しドキュメント（8月25日、小林興業）
- アドリブ痴女トリプルライブ（9月19日、ドグマ）
- 他人の女房を酔わせてどうするつもり（9月25日、ネクストイレブン）
- デカい尻のお姉さんにもてあそばれたい。（10月19日、ドグマ）
- 19歳処女。一本限りのAV出演 初脱ぎ… 初キス… 初挿入…（11月4日、SODクリエイト）
- 豪欲舞姫夫人（11月13日、溜池ゴロー）
- スーパーマジックミラー号外伝 大阪素人お嬢さん丸裸スペシャル!（11月16日、SODクリエイト）
- 吉原お色気三姉妹 好色ヌキヌキ絵巻（11月20日、ネクストイレブン）
- 実録・母子相姦白書 母と息子 #3（12月12日、麒麟堂）

2007年
- 美熟女とキモ獣（1月10日、AVS）
- KILLER KURUMI（1月15日、ドグマ）
- セレブ美熟女 最高の筆おろし!（1月25日、マドンナ）
- 人気熟女でございます（1月25日、ネクストイレブン）
- 団地妻（2月16日、グラフィティジャパン）
- 熟女の手ほどき（2月23日、グラフィティジャパン）
- 出会い系で男を誘う淫欲熟女 熟女肉棒狩り（3月7日、麒麟堂）
- 悩殺的熟女レズビアン 〜第二巻〜（3月19日、ZONE）
- ライブハウス痴女痴漢（4月1日、V（ヴィ））
- 生垂れ熟女・倖田李梨の卑猥ボディーSHOCK　（4月10日、AVS）
- 接吻の輪舞曲（4月10日、AVS）
- 親友の母（4月17日、グラフィティジャパン）
- 男子便所 逆痴漢（5月1日、ヴィ）
- 淫乱お姉さまたちのちんぽこ逆凌辱（5月19日、ドグマ）
- 人妻中出し温泉宿（5月20日、ネクストイレブン）
- マドンナファンの集い 美熟女と行く混浴温泉バスツアー 2（5月25日、マドンナ）他多数
- レディコミ動画 主婦の性活 嫁姑（5月25日、レイディックス）
- KUDOKIX 006（5月31日、実録出版）
- 美熟女の素顔（6月13日、溜池ゴロー）
- 女だけの乱交パーティー2 エンドレス・レズビアン（6月19日、ドグマ）
- 奴隷秘書（7月4日、シネマジック）
- 美熟女の午後は妄想おもらし三昧（7月4日、AVS）
- 非日常的悶絶遊戯 第六十一章 バイク雑誌の表紙撮影に来たコンパニオン、李梨の場合（7月4日、AVS）
- 美尻の美学（7月4日、ミル）
- ハイレグファンタジー1（7月4日、ミル）
- ドキッ!熟女だらけの水泳大会（7月25日、マドンナ）
- やりたい放題 2（7月25日、ながえスタイル）
- 究極の全寮制花嫁修業! 純潔×調教学院（8月4日、ディープス）
- Mrs.NANPA! 3 奥様改造計画（8月3日、グローリークエスト）
- ヌギヌギ★ダンス 4（8月15日、ジャネス）
- アナル全開マン毛丸出し大開脚ハレンチおげれつな尻ダンス 2（8月19日、スタイルアート）
- 熟女達のレズビアン 花弁のしたたり（8月24日、グラフィティジャパン）
- 肉欲アリ地獄 レズの罠に堕ちる女たち（8月25日、ながえスタイル）
- 祝!!SOD創立12周年特別企画第一弾!! ファン大感謝祭（9月6日、SODクリエイト）他多数
- 狙われた教習生 調教レズレイプ vol.（9月7日、U&K）
- 淫熟 淫らなうつ伏せオナニー（9月7日、ZONE）
- 女神の手（9月7日、ZONE）
- 本格レズ 未亡人悲哀 喪中にからみ合う女たち（9月14日、東京音光）
- 盗撮マンション管理人日誌 〜中出し（裏）規約〜（10月3日、グローリークエスト）
- 未亡人の逆夜這い（10月12日、東京音光）
- 花の女子アナSEXYリポート エロステーション（10月15日、トップワン）
- 禁断家族 中出し肉欲相姦（11月20日、ネクストイレブン）
- 親友の母 熟女懇親会（11月26日、グラフィティジャパン）
- MADAM QUEEN × DANCING FUCK（12月25日、マドンナ）
- 熟女達の秘めたる楽しみ フィーリングレズビアン（12月25日、グラフィティジャパン）

2008年
- 熟女達の秘めたる楽しみ フィーリングレズビアン 2（1月18日、グラフィティジャパン）
- 肉欲地獄の世界（1月25日、ながえスタイル）
- 変態熟女ヨガ教室（2月20日、ネクストイレブン）
- 吉原好色芸者物語（2月20日、ネクストイレブン）
- 母娘の肉欲理髪館（2月22日、ビッグモーカル）
- 人妻面接 VOL.3（2月25日、大洋図書）
- Lの女達（3月18日、グラフィティジャパン）
- 新・おもらし物語 7（3月28日、GIGA）
- 逆輪姦婦人会（4月3日、グローリークエスト）
- 横恋慕した婚約者の親友に監禁され変態的強制凌辱を受け心と体をずたずたに引き裂かれた美人OL。その結末に見た物は動物的愛欲に目覚めゆく悲しい雌の性であった…。（4月11日、GIGA）
- 元祖スーパーヒロイン（4月11日、GIGA）
- 妖艶人妻 中出しの湯（5月15日、ネクストイレブン）
- 悦楽 覗きトイレに通う女「私を存分に犯してください」（5月20日、ジャパンムービー）
- ヒロイン洗脳 VOL.04 グレートウーマン&ファンタスティックガール編（5月23日、GIGA）
- 熟女ヒロイン 18（5月23日、GIGA）
- すけべぇ義父の嫁いぢり 26 義父と嫁 色と欲の絡んだ攻防編（6月13日、東京音光）
- 本格レズ 美人義姉妹 人知れぬ性の遍歴（6月13日、東京音光）
- 強制クンニリングスサロン イラマンニ（6月13日、アロマ企画）
- いきなり入れられ悦ぶ女 暴行いそぎんちゃく（6月13日、FAプロ）
- 人気美熟女の完全ズボ濡れプライベートファック（6月20日、ネクストイレブン）
- SEX WIFE 素人モデルズ4（6月25日、h.m.p）
- 世間によくある夫が気づかない妻の不倫（6月25日、FAプロ）
- Body Conscious vol.02（7月4日、虎堂）
- 女捜査官 排泄拷問　（7月10日、GIGA）
- 鍵を持つ女　（7月20日、ジャパンムービー）
- 女汁狂い（7月20日、Gat）
- 美乳美熟女 Lの新世界（7月25日、グラフィティジャパン）
- レズビアンハーレム 英会話教室で密開する淫靡な課外授業（8月9日、ルビー）
- 女医の診察室 勃起不全治療全集（8月13日、FAプロ）
- 熟女達の秘めたる楽しみ フィーリングレズビアン 5（8月22日、グラフィティジャパン）
- ショック! 女房の不倫/夫と妹の/親父と嫁の ファック現場（8月25日、FAプロ）
- 真咲南朋監督のベロレズナンパ（9月19日、タムラ）
- 狂楽 〜レズの快楽に溺れる女と女〜（9月20日、ジャパンムービー）
- SUPER ヒロイン ドミネーション Vol.16（10月10日、GIGA）
- ネコとタチ 性戯48手（10月13日、FAプロ）
- ボロアパートレズ 女まみれの四畳半（10月25日、ながえスタイル）
- 好色女たちの悦楽も哀しみも幾年月…（11月13日、FAプロ）
- 美熟女たちの自画撮り本気オナニー ぜ〜んぶ撮りおろし!（11月25日、マドンナ）
- 深夜25時の不倫妻 こんな夜は貴方に抱かれたい…（12月25日、ネクストイレブン）
- 一度はやってみたい! 公衆便所/会社内トイレ/入院病室 SEX（12月25日、FAプロ）
- ギャンブルに堕ちた女たち 借金返済レズビアン（12月25日、ながえスタイル）

2009年
- 超微細ハイビジョン!中出しに悶える三人の美熟女 3（1月9日、Nadeshiko）
- ゴムをはめないナマナマしい情事 麻薬色のSEX（1月13日、FAプロ）
- マドンナファンの集い 美熟女と行く混浴温泉バスツアー 4 祝・マドンナ5周年 〜豪華美熟女たちの恩返しSPECIAL〜（1月25日、マドンナ）他多数
- 美熟女マッサージ師の手淫でたっぷり精子を出しちゃった!（1月25日、マドンナ）
- ザ・オナニズム（2月26日、映天）
- 力ずくで犯されて/夫以外の男に不倫で/兄嫁がおやじに/通勤バスの中で痴女に いかされる!（2月13日、FAプロ）
- HARDCORE LESBIAN 38（2月28日、ドリームクリエイト）
- もう一つの混浴温泉バスツアー 4 未公開セックス・フェラ映像全てお見せします!（3月25日、マドンナ）他多数
- 人妻密会 うそ（4月5日、フリービジョン）
- 眠らせて クロロホルム/睡眠薬/アルコール 暴行（4月13日、FAプロ）
- 隣人W不倫 倖田李梨、北谷静香 (5月28日、小林興業)
- 絶頂レズアクメ（6月12日、クリスタル映像）
- 官能レズドラマ 最終章 もう貴女でしかイケない（6月19日、LADIES♀ROOM）
- 艶熟レズビアン（10月15日、映天）
- おふくろの味 ママとの美味しい想いで 日野麻理子、倖田李梨 (10月20日、EXT GROUP)
- スーパー美熟女!中○しSEX〜真田友里＆倖田李梨 編 (10月31日、パラダイスTV)
- 福まんの人妻　男を立たす法則　監督：松岡邦彦

2011年
- 嫁に降りかかった近親物語 義父に狙われた淫乱美人妻 黒木麻衣、藤森かおり、倖田李梨 (1月1日、エマニエル)
- ペニバン女と変態マゾ男 一色あずさ、風間ゆみ、倖田李梨 (8月1日、U&K)
- 「小○生の妹に犯される!妹が痴女に目覚めた。」（9月19日、ドグマ）
- 熟した接吻 義母さんの柔らかな唇 牧原れい子、倖田李梨 (10月15日、ワープエンタテインメント)
- 露恥裏・絶対服従露出ゲーム〜伝説の元美少女ロリ・笠木忍を大自然連れ回し一泊旅行ヤりたい放題!!〜 笠木忍、倖田李梨 (11月1日、エマニエル)

2013年
- 父親なら娘の裸当ててみて！の美人司会者倖田李梨がいつものパネルで弟とドッキリ近親相姦大作戦（4月25日、ROCKET）
- 父親なら娘の裸当ててみて！の美人司会者 倖田李梨 ドッキリ近親相姦大作戦パート 2 父兄弟家族みんなで中出しゲーム編 （8月8日、ROCKET）

#### クレジット無し
2006年
- 極エロダンス×騎乗位ファック（7月6日、SODクリエイト）※#来歴・人物も参照[14]。

### イメージビデオ
倖田李梨　名義
- 女優浪漫（2012年10月）

## 出演

### オリジナルビデオ
倖田李梨　名義
- 居酒屋のお姉さん（2007年5月2日、ムーンライト）共演:星野あかり
- 隣の人妻 昨日あんなにしたのに…（2008年9月22日、ティーエムシー）共演:灘ジュン
- 団鬼六 美人妻（2008年12月26日、ピンクパイナップル）共演:光月夜也
- 新・監禁逃亡2〜幻夜〜 (2009年8月7日、竹書房) 共演:長澤つぐみ、千葉尚之、松浦祐也
- 真田くノ一忍法伝　かすみ　激突!はぐれ甲賀軍団!!（2009年9月4日、ティーエムシー）共演:辰巳ゆい
- セブンカラーズ（2010年4月、竹書房）共演:あいださくら、西野翔、夏川亜咲、浅乃ハルミ、成瀬心美
- セブンカラーズ2（2010年5月、竹書房）共演:あいださくら、西野翔、夏川亜咲、浅乃ハルミ、成瀬心美
- 特別捜査0係 美尻捜査官（2010年7月16日、GPミュージアムソフト）
- 僕の叔母さん　ひと夏の青い体験 （2011年）
- 人妻の狂った果実　死ぬほど感じさせて （2011年）
- 新人看護師、凌辱の果てに…　堕天使 （2011年）
- 霊界交信／心霊メッセンジャー　賀大峰誠（がだいほうせい） （2011年）
- かんなの水魚 （2011年）
- かんなの水魚2 （2011年）
- レイプゾンビ LUST OF THE DEAD（2012年、アルバトロス）
- ヤンキー家政婦（2012年、オールインエンタテインメント）
- 白衣のご奉仕 （2012年）
- 女子大生怪奇倶楽部（2012年）
- 愛のめざめ　心うばわれて （2012年）
- ゾンビ・ブライド （2013年）

倖田梨李　名義
- 発情喪服妻、これからは誰とでも… （2008年）

### 映画
倖田李梨　名義
- さびしい人妻 夜鳴く肉体（2005年3月20日、オーピー映画）
- ホテトル嬢 癒しの手ほどき（2006年1月31日、オーピー映画）
- 乱姦調教 牝犬たちの肉宴（2006年6月16日、オーピー映画）
- 悩殺若女将 色っぽい腰つき（2006年12月15日、オーピー映画）
- 人妻探偵 尻軽セックス事件簿（2009年7月31日公開）・・・監督：竹洞哲也
- 夜のタイ語教室 いくまで、我慢して（2009年10月16日公開）・・・監督：黒川幸則
- 痴漢電車 夢指で尻めぐり（2010年1月1日公開）・・・監督：加藤義一
- 異常体験　いじくり変態汁（2010年6月18日、オーピー映画）礼子役[17]
- 潮吹き花嫁の性白書（2010年8月27日公開）・・・監督：竹洞哲也
- 女心と秋の空〜ふしだらな子猫〜（2010年10月23日公開[18][19]、レジェンド・ピクチャーズ） - 共演：春菜はな、ヒロシ
- 囚われの淫獣 (2011年5月、オーピー映画)
- 白昼の人妻 犯られる巨乳（2011年7月1日公開）・・・監督：竹洞哲也
- 女囚701号 さそり外伝（2011年10月、新東宝映画）
- 痴女天使 あふれる愛汁(2012年1月、オーピー映画)
- どスケベ検査 ナース爆乳責め（2012年2月公開、オーピー映画）
- お色気女将　みだら開き（2012年6月公開、オーピー映画）
- 女囚701号 さそり外伝 第41雑居房（2012年8月公開、新東宝映画）
- ふきだまりの女 （2012年、安藤ボン監督）
- 百日のセツナ 禁断の恋（2012年9月公開、アルゴ・ピクチャーズ、監督:いまおかしんじ）
- 三十路義母背徳のしたたり（2012年、竹洞哲也監督）
- 妻の恋人 （2012年）
- 女教師と教え子　罪名、婦女暴行なり（2013年、新日本映像）[20][21] - 山口先生役
- 痴女探偵　中出しレポート（2013年1月4日公開、竹洞哲也監督）
- 痴漢電車　夢指の熱い調べ（2013年1月公開、田中康文監督）
- 人妻女医 性奴隷の悦び（2013年、友松直之監督）
- ボン脳即菩薩 (2013年、安藤ボン監督)
- 痴漢電車　いけない夢旅行（2014年1月、竹洞哲也監督）
- 川下さんは何度もやってくる（2014年5月24日公開、いまおかしんじ監督）-　山中孝子　役
- エクスタシー刑事 特殊能力捜査官 冴子（2014年、ラインコミュニケーションズ）
- 誘惑遊女の貝遊び（2015年1月16日、オーピー映画） - 轟麗 役[22]
  - 誘惑遊女～ソラとシド～ （2015年8月30日、オーピー映画） - 轟麗 役[22]
- お天気キャスター 晴れのち濡れて（2015年1月23日公開、70分、オーピー映画、監督・脚本：吉行由実）
- 帰れない三人　快感は終わらない（2015年5月15日公開、いまおかしんじ監督）
- 熟女ヨガ教室　今夜はギンギン!（2015年6月5日公開、清水大敬監督）
- 変身人形　肢体を愛でる指先（2015年7月24日公開、山﨑邦紀監督）
- 色欲絵巻　千年の狂恋（2015年7月31日、竹洞哲也監督）
- 股間の純真　ポロリとつながる（2017年4月21日、オーピー映画）- 藤田真紀 役[23]
- むっちり討ち入り 桃色忠臣蔵（2018年12月7日、オーピー映画） - 高見アリサ 役[24]
- スモーキング・エイリアンズ（2018年12月15日、リアリーライクフィルムズ） - 花沢香 役（主演）[25]
- 密通の宿 悦びに濡れた町（2019年2月8日、オーピー映画） - 春木蝶子 役
- 姉妹事件簿　エッチにまる見え（2019年4月26日、オーピー映画）- 愛子 役[26]
- 女詐欺師レン キケンな情事を追え!（2020年、オーピー映画）- 伊村元子 役[27]
- 生つば美人妻　妄想で寝取られて（2021年2月12日、オーピー映画）
- 義父と未亡人 一夜だけの秘め事（2021年8月13日、オーピー映画）- 大坪 役
  - こぼれ落ちた夜（2021年11月9日、オーピー映画）※一般上映版
- ここではないどこかへ ～わたしが犯した罪と罰～（2021年、オーピー映画）- 鈴原涼子 役[28]
- されどはまぐり（2021年、オーピー映画）- 北川達子 役[29]
- 下ネタトリオ マドンナを狙え（2023年5月26日、オーピー映画）
- 特濃三姉妹 みだれ別荘（2024年10月18日、オーピー映画）- 新川仁美 役[30]

### テレビ
- 闇金ウシジマくん Season3 (パチンコ三昧の母・恵美子 役)

## 参考資料
- 『Madonna House』2008年2月号（若生出版発行）
  - 掲載記事『カリスマ人妻とからんでみませんか?』第3回（読者参加企画の撮りおろしによる付録DVD-VIDEOとの連動グラビア企画）
- 『裏DVD熟女名鑑2012』（『ビデオ・ザ・ワールド』2012年5月号増刊 第30巻第6号通巻第454号。2012年5月1日、コアマガジン発行。裏DVD特選速報編集部編）
- 各外部リンク